# Демидовский институт
Демидовский институт (полное название Научное и культурно-просветительское объединение «Демидовский институт») — негосударственное учреждение, которое существует с 1991 года в Екатеринбурге и занимается гуманитарными исследованиями, связанными с Уралом. Институт одновременно является издательством, выпускающим научную литературу (в основном собственные исследования и публикации исторических документов). Эмблемой организации является падающая Невьянская башня.

## Создание
Институт создан в декабре 1991 года, в последние недели существования СССР. 1990-е годы были временем, когда в разных городах России возник ряд краеведческих организаций, в том числе связанных с изучением наследия Демидовых. Например, в 1992 году появился Демидовский фонд, имевший отделения в Екатеринбурге, Бийске и в Одессе. В 1992 году на «ассамблее» в Екатеринбурге был принят устав Международного демидовского фонда и избраны его руководящие органы.  Демидовский институт с момента создания фонда является коллективным членом правления и сотрудничает с Международным демидовским фондом. Например, в 2001 году в Москве на проводимых фондом «Демидовских чтениях» с докладами выступили сотрудники Демидовского института А. С. Черкасова, Н. Г. Павловский, А. В. Дмитриев, Е. Н. Иванова и А. И. Горшкова.

## Деятельность
Демидовский институт принадлежит к числу немногих российских некоммерческих организаций, которые выполняют научные исследования. В 2013 году в России из 3605 организаций, выполняющих научные исследования и разработки, некоммерческими были только 79.
Направлений деятельности института стало 11 (при этом предыдущие 5 сохранены):
1. Научно-практические исследования, подготовка и публикация отчётов о НИР
2. Научное и культурное сотрудничество
3. Подготовка и проведение конференций, круглых столов
4. Подготовка научных кадров (кандидатские, докторские диссертации и научные статьи с публикацией)
5. Экскурсии, экспозиции и выставки-лекции, экскурсии в здании Демидовского института
6. Просветительская деятельность
7. Демидовская школа, очное и заочное обучение (запатентованная здоровьесберегающая Дидактика доктора педагогических наук, профессора, академика Т.В.Зотовой)
8. Курсы для школьников и взрослых (Дидактика академика  Зотовой Т.В.):

- Коррекция почерка (3-9 дней)
- Сперва Аз да Буки, а потом все науки (7,5 лет школы за 5 уроков) Запатентовано, авторский учебник
- Уникальный курс русского языка (до уровня абитуриента) за 10 дней
- Русский язык для иностранцев (1-3 месяца)
- Подготовка к школе
- "Мир + я + мой ребёнок" (Мудрый родитель).

9.  Консультация: логопеда, психолога, дефектолога,  Эрготерапевта, нейропсихолога, социального  педагога (практическая помощь)
10. Помощь в обучении школьникам, студентам, аспирантам  (лекции и семинары).
11. Издательская деятельность

Среди опубликованных институтом документов: воспоминания предпоследнего пермского губернатора И. Ф. Кошко, архивные документы, относящиеся к путешествию сыновей Г. А. Демидова по Европе, письма П. А. Демидова. Оригиналы многих опубликованных документов хранятся в государственных архивах России. Например, оригиналы опубликованных во второй книге «Демидовского временника» материалов путешествия сыновей Г. А. Демидова хранятся в отделе рукописей Пушкинского дома и в архиве Института истории РАН в Санкт-Петербурге. Опубликованная Демидовским институтом рукописная копия воспоминаний И. Ф. Кошко хранится в Колумбийском университете (США). Некоторые документы поступают из частных собраний. Например, потомки П. А. Демидова передали для публикации его письма.
Периодическим изданием Института в определенной мере стал Демидовский временник, содержащий как исторические документы, так и исследования. Первая книга вышла в 1994 году на средства частного мецената, причём в «дорогом» варианте: с цветными иллюстрациями, на хорошей бумаге, с научно-справочным аппаратом. Однако затем из-за нехватки финансирования вплоть до 2006 года Демидовский институт выпускал в основном малотиражные научные издания. В 2005 году директор института смогла попасть на прием к губернатору Свердловской области, по итогам которого глава региона дал поручение о реставрации здания института, а также о содействии в издании второй книги «Демидовского временника». После этого в 2006 году вышла вторая книга «Демидовского временника», которая (как и первая) сопровождалась большим количеством иллюстраций и научно-справочным аппаратом. В дальнейшем периодического издания у института не было.
Издательская деятельность Демидовского института не приносит ему больших доходов. По словам директора А. С. Черкасовой книги института сначала сдавались в магазины, но их раскупали неохотно и поэтому организация стала их дарить библиотекам. Вместе с тем книги института зачастую издаются в «дорогом» варианте. Например, вышедшая в 2016 году книга-альбом Б. Г. Рябова содержит цветные иллюстрации.
Поэтому для подготовки изданий Демидовский институт привлекает спонсорские средства. Например, книга, содержащая мемуары И. Ф. Кошко, была подготовлена и издана при финансовой поддержке ОАО «Трубная металлургическая компания» и Уральского центра Б. Н. Ельцина. Правнук Ивана Кошко Дмитрий де Кошко назвал эту книгу гениальной и насыщенной деталями. По словам доктора исторических наук Анатолия Кириллова, эта книга была подарена всем губернаторам Уральского федерального округа.
Прямого бюджетного финансирования Демидовский институт не имеет. Однако власти Свердловской области предоставили Демидовскому институту в безвозмездное пользование здание в центре Екатеринбурга — построенный в 1886 году флигель гостиницы. Впрочем в 2011 году власти области потребовали от Демидовского института освободить это помещение, а после того как в этом было отказано судом, добились того, что арбитражный суд постановил взыскать с учреждения более 1,5 млн рублей в счет арендной платы по коммерческим расценкам. Только в 2014 году с Демидовским институтом был заключен договор, согласно которому учреждение получило в безвозмездное пользование это помещение.
Подготовка научных кадров заключается в содействии написанию кандидатских диссертаций по гуманитарным дисциплинам. Например, в 2008 году в Уральском государственном университете сотрудник Демидовского института Е. Н. Иванова защитила диссертацию на соискание ученой степени кандидата филологических наук, причём в основу этой работы были положены 1510 архивных листов писем и распоряжений А. Н. Демидова, предоставленные директором Демидовского института (копии этих документов хранятся в архиве института). Также руководитель Демидовского института А. С. Черкасова выступила официальным оппонентом на защите кандидатской диссертации Т. А. Васиной в 2005 году. Аспирантуры, докторантуры и советов по защите диссертаций в Демидовском институте нет.

## Руководство
Создателем и вдохновителем «Демидовского института» была доктор исторических наук Анастасия Семёновна Черкасова. Она возглавляла институт до 19 апреля 2019 года (согласно сведениям из ЕГРЮЛ). Затем директором института был кандидат исторических наук Николай Георгиевич Павловский (1958—2022) (официально, согласно ЕГРЮЛ, с 18 апреля 2019 года по 29 декабря 2022 года, но фактически Павловский руководил по день своей смерти 24 июля 2022 года). 
В настоящее время институт возглавляет доктор экологических наук, профессор, академик  Владимир Николаевич Басков (один из учредителей института). 
Заместителем директора и Учёным Советником «Демидовского института» по вопросам науки, просвещения, социальных проектов и международного сотрудничества стала доктор педагогических наук, профессор, академик Татьяна Владимировна Зотова.

## Кадры
Судя по изданиям института организация привлекает большое количество сторонних специалистов по мере необходимости. Например, для второй книги Демидовского временника переводы документов выполняли шесть переводчиков: три с французского языка, одна с латинского, одна со шведского и одна с немецкого. Также институт сотрудничает с научными организациями, в том числе зарубежными. Например, при подготовке Демидовского временника помощь оказали библиотека Упсальского университета, Технический университет Горной Академии Фрейберга, Институт исследований Германии и Восточной Европы в Геттингене, Британская библиотека (Лондон), кабинет Вьесе (Флоренция).

## Книги, изданные Демидовским институтом
- Демидовы. Родословная роспись / Сост. Е.И.Краснова. — Екатеринбург: Демидовский институт, 1992. – 40 с.
- Демидовский временник: исторический альманах. Кн. I. — Екатеринбург: Демидовский институт, 1994. — 400 с.
- Преображенский А. А., Перхавко В.Б. Купечество Руси, IX—XVII вв.. — Екатеринбург: Демидовский институт, 1997. — 304 с.
- Костерина-Азарян А. Б. Театральная старина Урала. — Екатеринбург: Демидовский институт, 1998. — 224 с.
- Коммерция и государство в истории России (XVI—XX вв.): Сборник исследований. — Екатеринбург: Демидовский институт, 2001. — 137 с.
- Суровцева Н. Г. Экспорт уральского металла в середине XIX века. — Екатеринбург: Демидовский институт, 2001. — 169 с.
- Сандалов В. А. Вот бы… - Екатеринбург: Демидовский институт, 2006. - 75 с. ил.
- Сандалов В. А. День сегодня: стихи и рассказы. — Екатеринбург: Демидовский институт, 2011. — 81, [2] с. ил
- Клат С. А. Выйско-Никольская церковь в Нижнем Тагиле — фамильная усыпальница Демидовых (История создания и разрушения). — Екатеринбург : Демидовский институт, 2003. — 51 с.
- Талалай М. Г., Павловский Н. Г. Демидовы, князья Сан-Донато : иностр. библиогр.. — Екатеринбург: Демидовский институт, 2005. — 125 с.
- Кошко И. Ф. Воспоминания губернатора. Пермь (1911—1914). — Екатеринбург : Демидовский институт, 2007. — 382 с.
- Демидовский временник: исторический альманах. Кн. II. — Екатеринбург: Демидовский институт, 2008. — 856 с.
- Культура индустриального Урала (XVIII-XX вв.): Сборник статей. - Екатеринбург: Демидовский институт, 2010. - 224 с.: ил.
- Прокофий Акинфиевич Демидов. Письма и документы, 1735—1786. — Екатеринбург: Демидовский институт, 2010. — 495 с.
- Черкасова А. С. Рождение индустриальной цивилизации Урала : XVIII век. Исследования 1961—1991 гг. — Екатеринбург: Демидовский институт, 2012. — 407 с.
- Коллекционирование, меценатство и благотворительность: история и современность: сборник статей / Отв. редактор А. С. Черкасова, Н. Г. Павловский. - Екатеринбург: Демидовский институт, 2014. - 189, [2] с., [14] л. ил., портр., цв. ил.
- Рябов Б. Г. Уникальные «махины» горнозаводского Урала и Сибири (XVIII — середина XIX веков). — Екатеринбург: Демидовский институт, 2016. — 415 с.
- Вершинин Е. В. Русская колонизация Северо-Западной Сибири в конце XVI-XVII вв. - Екатеринбург: Демидовский институт 2018. - 503 с., [4] л. цв. ил., карты

## Интересные факты
- В  1994 году вышел в свет   Демидовский временник: исторический альманах. Кн. I. — Екатеринбург: Демидовский институт, 1994. — 400 с.
- В 2008 году Демидовский институт выпустил в свет 2-е издание, а именно "Демидовский временник: Исторический альманах. Книга II, 856 с.
- И неожиданно, скопировав название, придуманное и принадлежащее Демидовскому институту, в 2004 и 2013 г.г.  Ярославский государственный университет  (без права использования этого названия) издаёт «Демидовский временник», два сборника (в 2004[22] и в 2013 годах[23]), но другого содержания.